# Paul Stewart (écrivain)
Pour les articles homonymes, voir Stewart et Paul Stewart.
Œuvres principales
- Série Chroniques du bout du monde
- Série Chroniques du marais qui pue

Paul Stewart, né le 4 juin 1955 à Londres, est un écrivain britannique.

## Biographie
Paul Stewart habite aujourd'hui à Brighton avec son épouse et ses deux enfants. Il a étudié l'anglais à l'université de Lancaster et a suivi des cours d'écriture créative à l'université d'East Anglia. À la fin de l'année, sa première histoire courte a été éditée. 
En 1979, il est parti à l'étranger et a voyagé autour de la Grèce, puis il a enseigné en Allemagne pendant trois années et a ensuite voyagé au Sri Lanka, en Inde, en Thaïlande et en Australie. En 1984, il a enseigné dans une école de langues à Brighton, ce qu'il a continué pendant les six années suivantes. En 1990, il a cessé d'enseigner pour écrire à plein temps et s'occuper de son fils. Il est un auteur reconnu de littérature jeunesse et son livre des Chroniques du bout du monde, écrit en collaboration avec Chris Riddell, a été un best seller.

## Œuvres

### SérieChroniques du bout du monde

#### Trilogie de Spic
1. Par-delà les Grands Bois, Milan, 2002 ((en) Beyond the Deepwoods, 1998)
2. Le Chasseur de tempête, Milan, 2002 ((en) Stormchaser, 1999)
3. Minuit sur Sanctaphrax, Milan, 2003 ((en) Midnight Over Sanctaphrax, 2000)

#### Trilogie de Quint
1. La Malédiction du luminard, Milan, 2006 ((en) The Curse of the Gloamglozer, 2001)
2. Les Chevaliers de l'hiver, Milan, 2006 ((en) The Winter Knights, 2005)
3. La Bataille du ciel, Milan, 2007 ((en) Clash of the Sky Galleons, 2006)

#### Trilogie de Rémiz
1. Le Dernier des pirates du ciel, Milan, 2004 ((en) The Last of the Sky Pirates, 2002)
2. Vox le Terrible, Milan, 2005 ((en) Vox, 2003)
3. Le Chevalier des clairières franches, Milan, 2006 ((en) Freeglader, 2004)

#### Le Cycle de Nathan
1. (en) The Immortals, 2009
  1. La Guerre du phrax, Milan, 2010
  2. Les Immortels, Milan, 2011

#### SérieThe Cade Saga
1. (en) The Nameless One, 2014
2. (en) Doombringer, 2015

#### Hors cycle
- (en) The Edge Chronicles Maps, 2004
- Les Parchemins égarés, Milan, 2008 ((en) The Lost Barkscrolls, 2007)
- (en) The Blooding of Rufus Filatine, 2007
- (en) The Slaughter's Quest, 2007

### SérieChroniques du marais qui pue
1. La Chasse à l'ogre, Milan, 2005 ((en) Engelbert the Enormous, 2003)
2. La Grotte du dragon, Milan, 2005 ((en) Here be Dragons, 2003)
3. L'Abominable docteur Câlinou, Milan, 2005 ((en) Doctor Cuddles of Giggle Glade, 2003)
4. À l'école de Cochonlard, Milan, 2012 ((en) Down with Stinkyhogs!, 2011)
5. Le Vampire suceur de pouces, Milan, 2012 ((en) The Trouble with Big Sisters, 2011)
6. Eraguff le dragon, Milan, 2013 ((en) Pesticide the Flower Fairy, 2011)

### SérieLes Aventuriers du très très loin
1. Fergus Bonheur, Milan, 2007 ((en) Fergus Crane, 2004)
2. Zoé Zéphyr, Milan, 2007 ((en) Corby Flood, 2005)
3. Hugo Lachance, Milan, 2007 ((en) Hugo Pepper, 2006)

### SérieEdgar Destoits
1. L'Étrange Affaire du loup de la nuit, Milan, 2008 ((en) Curse of the Night Wolf, 2007)
2. L'Étrange Affaire du crâne d'émeraude, Milan, 2008 ((en) Return of the Emerald Skull, 2008)
3. L'Étrange Affaire des morts-vivants, Milan, 2009 ((en) Legion of the Dead, 2008)
4. (en) Phantom of Blood Alley, 2008

### SérieScavenger
1. Zoïd, Milan, 2016 ((en) Zoid, 2014)
2. Zone chaos, Milan, 2016 ((en) Chaos Zone, 2015)

### Romans indépendants
- Les Griffes de l'angoisse, Hachette Jeunesse, 1998 ((en) The Wakening, 1996)
- Un petit peu d'hiver, Hachette Jeunesse, 1998 ((en) A Little Bit of Winter, 1998)
- Le Plus Beau Cadeau du monde, Hachette Jeunesse, 1999 ((en) The Birthday Presents, 1998)
- Lapin fait un vœu, Hachette Jeunesse, 2001 ((en) Rabbit's Wish, 2001)
- (en) What Do You Remember?, 2002